# Elephantopus
 Elephantopus L., 1753 è un genere di piante angiosperme dicotiledoni della famiglia delle Asteraceae.

## Etimologia
Il nome scientifico del genere è stato definito per la prima volta dal botanico Carl Linnaeus (1707-1778) nella pubblicazione " Species Plantarum" (  Sp. Pl. 2: 814 ) del 1753. Il nome del genere (Elephantopus) deriva da due parole greche: "elephantos" (= elefante) e "pous" (= piede) e probabilmente fa riferimento alle rosette basali tipiche delle specie di questo genere.

## Descrizione

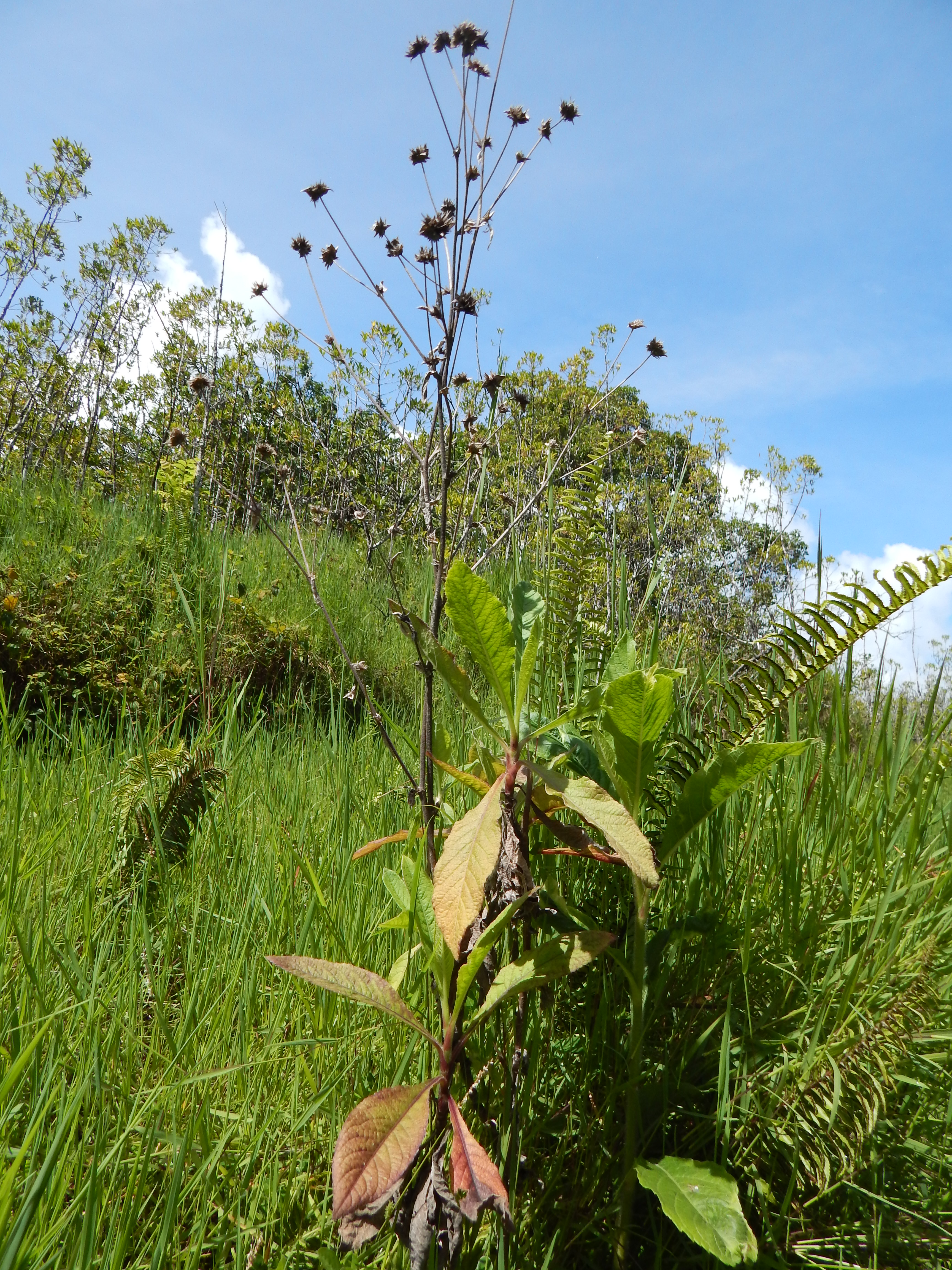
Il portamento
Elephantopus mollis

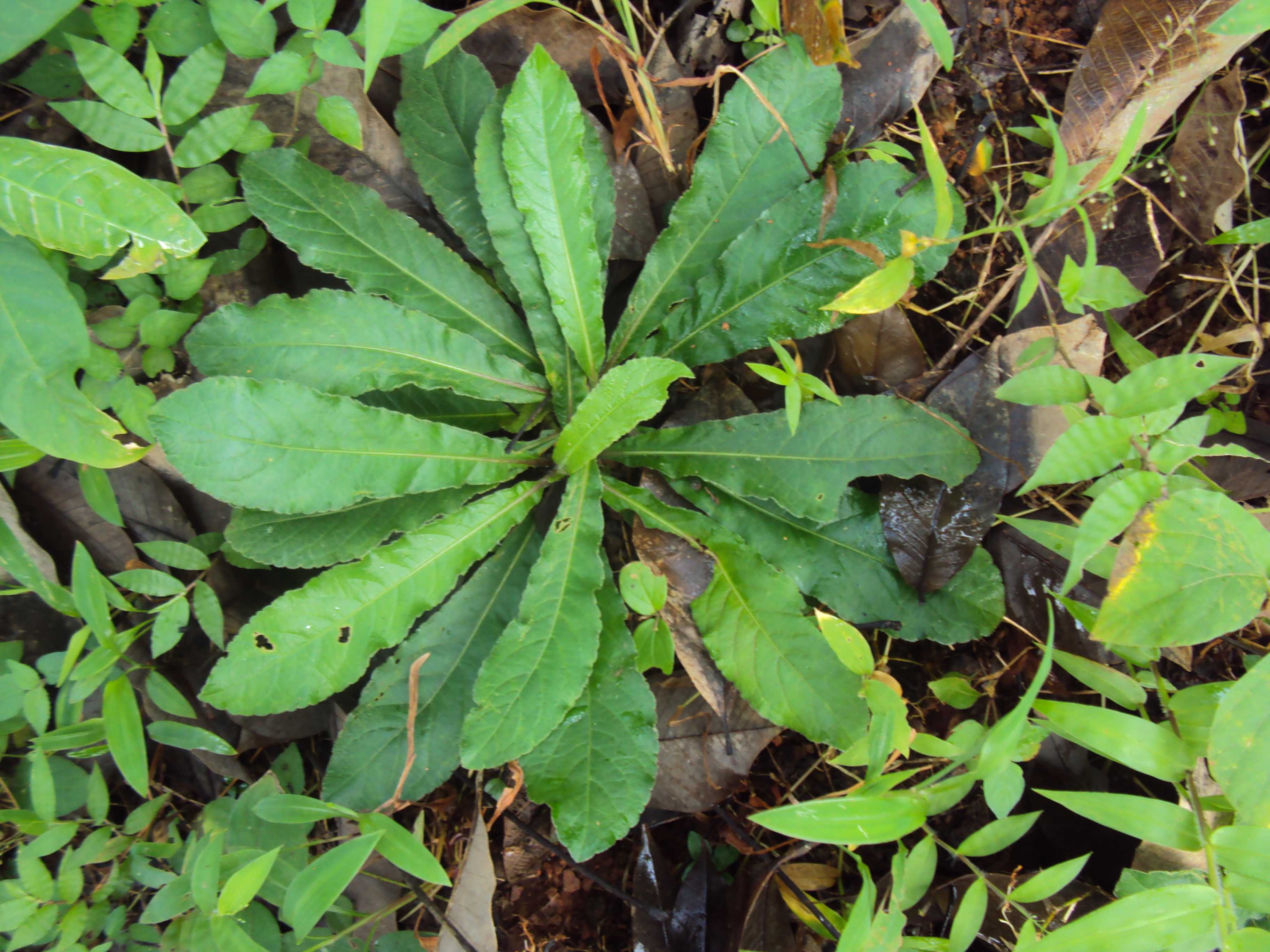
Le foglie
Elephantopus scaber

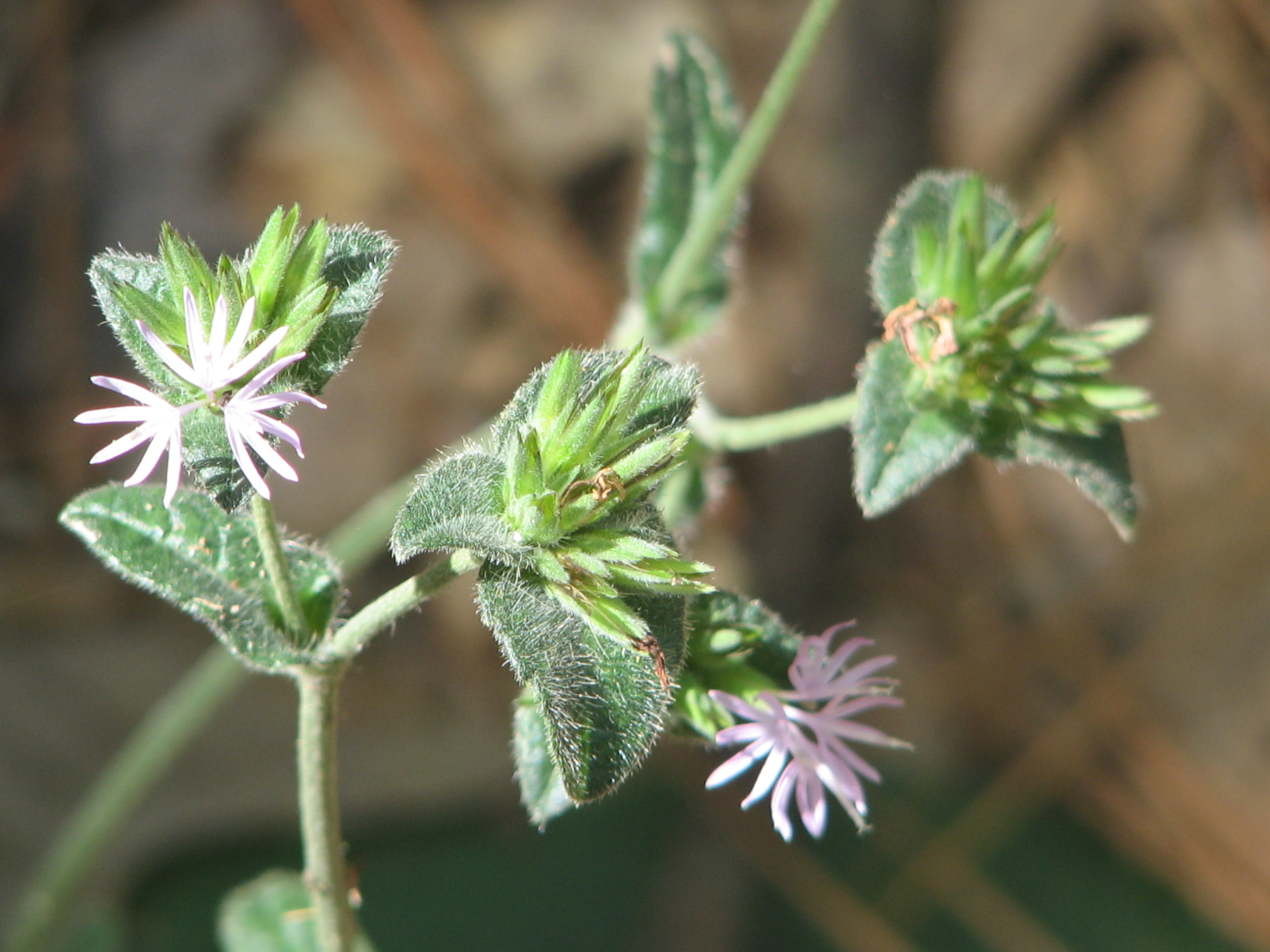
Infiorescenza
Elephantopus tomentosus

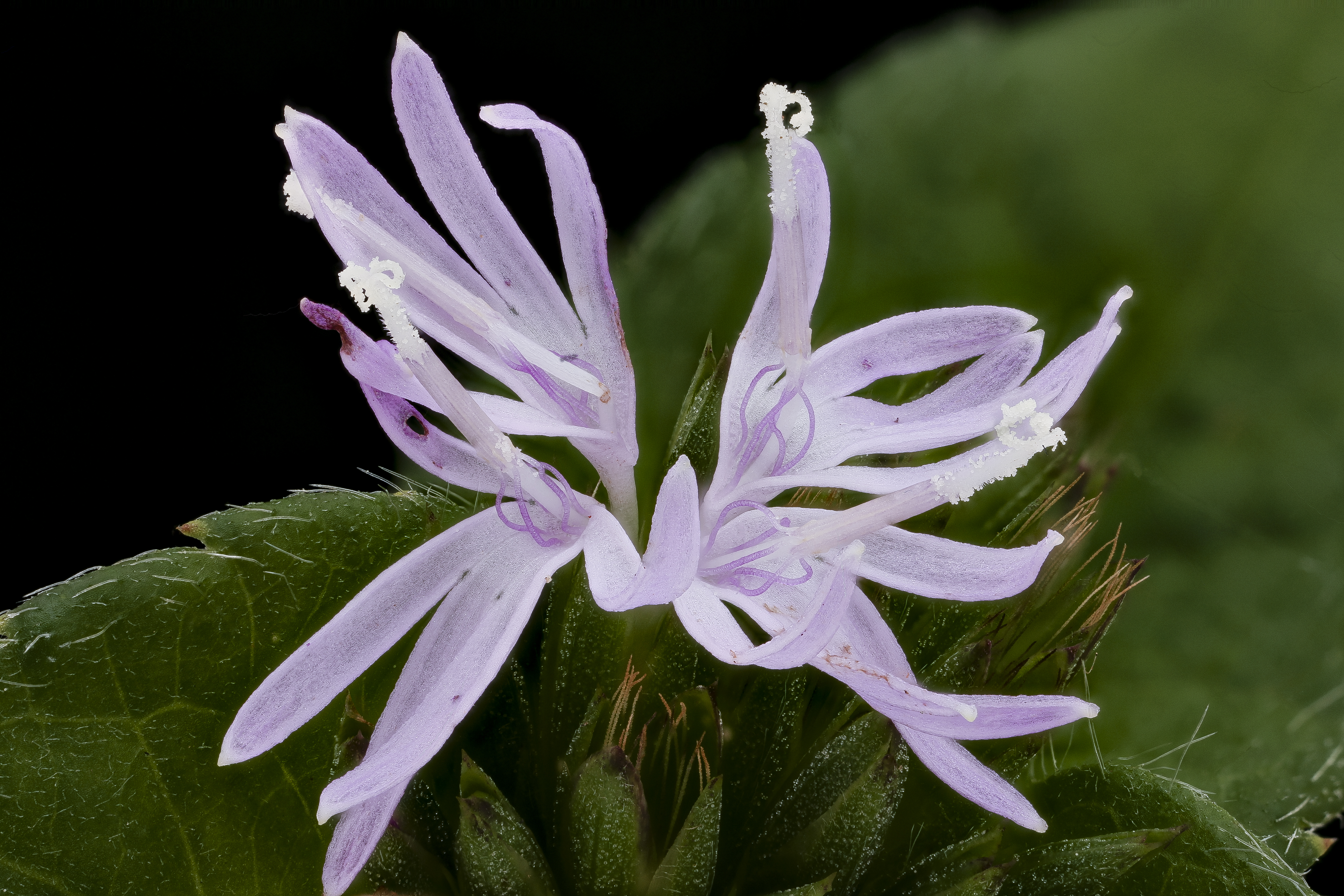
I fiori
Elephantopus carolinianus

Le piante di questa sottotribù sono erbacee perenni con fusti annuali da portainnesti legnosi. La pubescenza è formata da rigidi peli semplici. Gli organi interni di queste piante contengono lattoni sesquiterpenici. La parte sotterranea del fusto è un rizoma stolonifero. La ramificazione si presenta soprattutto all'apice della pianta. Altezza massima: 2-8 dm.
Le foglie si presentano sia sotto forma di rosette basali (in maggioranza) che di singole foglie disposte in modo alterno lungo il fusto. La lamina, da picciolata a sessile, in genere ha delle forme ellittiche, ovate o da obovate a lanceolate, oblanceolate o spatolate (raramente orbicolate) con apici da ottusi a acuti. Quelle distali diminuiscono in grandezza e si trasformano in brattee floreali. I piccioli possono essere alati. I margini sono dentati. La superficie è punteggiata di ghiandole.
Le infiorescenze sono formate da capolini discoidi omogami raccolti in modo corimboso o a glomeruli (spesso con gruppi secondari di capolini). I gruppi di capolini sono sottesi da 2 - 3 brattee fogliacee a forma di delta. I capolini sono composti da un involucro formato da brattee che fanno da protezione al ricettacolo sul quale s'inseriscono i fiori tubulosi. Gli involucri a forma cilindrica sono formati da una serie di brattee fogliose esterne; normalmente sono 8 copie di brattee a disposizione decussata, ossia sono a inserzione opposta e incrociate nella loro disposizione ad angolo retto. Le brattee sono cartilaginee con apici pungenti. I ricettacoli sono nudi (senza pagliette a protezione della base dei fiori).
I fiori sono pochi (circa 2 - 4) e sono tetra-ciclici (ossia sono presenti 4 verticilli: calice – corolla – androceo – gineceo) e pentameri (ogni verticillo ha in genere 5 elementi). I fiori sono inoltre ermafroditi e normalmente sono Zigomorfi.
- Formula fiorale:

*/x K {\displaystyle \infty }, [C (5), A (5)], G 2 (infero), achenio
- Calice: i sepali del calice sono ridotti ad una coroncina di squame.
- Corolla: le corolle sono tubolari, lunghe da 4 a 10 mm e terminano con 5 lobi con profonde insenature (fessure) da un lato; il colore varia da bianco a rosa porpora.
- Androceo: gli stami sono 5 con filamenti liberi e distinti, mentre le antere, sagittate, sono saldate in un manicotto (o tubo) circondante lo stilo.[12] Le antere non hanno la coda e non sono speronate. La parte inferiore delle teche delle antere hanno un collare; la parte apicale è glabra e sottile. Il polline è triporato (con le fessure di germinazione costituite da tre pori)[13] e "echino-lophato" (con punte) e spesso la parte più esterna dell'esina è sollevata a forma di creste e depressioni.
- Gineceo: lo stilo è filiforme e senza nodi rilevanti alla base; la pubescenza è formata da peli a spazzola. Gli stigmi dello stilo sono due.  L'ovario è infero uniloculare formato da 2 carpelli. Gli stigmi hanno la superficie stigmatica interna (vicino alla base).[14]

I frutti sono degli acheni con pappo. Gli acheni hanno una forma prismatica con 10 coste con pareti setolose e ghiandole fra le coste; contengono rafidi elongati e sono privi di fitomelanina. Il pappo, uniseriato, è composto da diverse setole (5 e più) diritte e basalmente alate.

## Biologia
- Impollinazione: l'impollinazione avviene tramite insetti (impollinazione entomogama tramite farfalle diurne e notturne).
- Riproduzione: la fecondazione avviene fondamentalmente tramite l'impollinazione dei fiori (vedi sopra).
- Dispersione: i semi (gli acheni) cadendo a terra sono successivamente dispersi soprattutto da insetti tipo formiche (disseminazione mirmecoria). In questo tipo di piante avviene anche un altro tipo di dispersione: zoocoria. Infatti gli uncini delle brattee dell'involucro si agganciano ai peli degli animali di passaggio disperdendo così anche su lunghe distanze i semi della pianta.

## Distribuzione e habitat
Le specie di questo gruppo hanno una distribuzione pantropicale (America, Africa e Asia).

## Tassonomia
La famiglia di appartenenza di questa voce (Asteraceae o Compositae, nomen conservandum) probabilmente originaria del Sud America, è la più numerosa del mondo vegetale, comprende oltre 23 000 specie distribuite su 1 535 generi, oppure 22 750 specie e 1 530 generi secondo altre fonti (una delle checklist più aggiornata elenca fino a 1 679 generi). La famiglia attualmente (2021) è divisa in 16 sottofamiglie.

### Filogenesi
Le specie di questo gruppo appartengono alla sottotribù Elephantopinae descritta all'interno della tribù Vernonieae Cass. della sottofamiglia Vernonioideae Lindl.. Questa classificazione è stata ottenuta ultimamente con le analisi del DNA delle varie specie del gruppo. Da un punto di vista filogenetico in base alle ultime analisi sul DNA la tribù Vernonieae è risultata divisa in due grandi cladi: Muovo Mondo e Vecchio Mondo. I generi di Elephantopinae appartengono al subclade relativo all'America tropicale (l'altro subclade americano comprende anche specie del Nord America e del Messico).
I caratteri distintivi per le specie di questo genere sono:
- il numero cromosomico è 2n = 22;
- il pappo è formato da 5 robuste setole (raramente di più);
- il polline è "lophato".

Il numero cromosomico delle specie di questo genere è: 2n = 22.

### Elenco delle specie
Questo genere ha 21 specie:
- Elephantopus angolensis O.Hoffm.
- Elephantopus arenarius  Britton
- Elephantopus biflorus  Sch.Bip.
- Elephantopus carolinianus  Raeusch.
- Elephantopus elatus  Bertol.
- Elephantopus elongatus  Gardner
- Elephantopus erectus  Gleason
- Elephantopus hirtiflorus  DC.
- Elephantopus mendoncae  Philipson
- Elephantopus micropappus  Less.
- Elephantopus mollis  Kunth
- Elephantopus multisetus  O.Hoffm. ex T.Durand & De Wild.
- Elephantopus nudatus  A.Gray
- Elephantopus palustris  Gardner
- Elephantopus piauiensis  R.Barros & Semir
- Elephantopus pratensis  C.Wright
- Elephantopus racemosus  Gardner
- Elephantopus riparius  Gardner
- Elephantopus scaber  L.
- Elephantopus senegalensis  (Klatt) Oliv. & Hiern
- Elephantopus tomentosus  L.

### Sinonimi
Sono elencati alcuni sinonimi per questa entità:
- Anaschovadi Adans.
- Elephantopsis  (Sch.Bip.) C.F.Baker
- Elephantosis  Less.
- Micropappus  (Sch.Bip.) C.F.Baker